# Anthony Eyton
Anthony John Plowden Eyton RA (* 17. Mai 1923 in Teddington, Großbritannien) ist ein britischer Maler der Nachkriegszeit und ehemaliger Kunsthochschullehrer. Sein Stil wird einem späten Post-Impressionismus zugerechnet.

## Leben und Werk
Anthony Eyton studierte Bildende Kunst an der Reading University, bevor er im Zweiten Weltkrieg von 1942 bis 1947 zur Armee ging. Nach der Demobilisierung verbrachte er noch zwei Jahre in Ägypten. Seine malerische Ausbildung erhielt er bis 1950 am Camberwell College of Arts (Camberwell School of Arts & Crafts), wo William Coldstream, Claude Rogers und John Dodgson großen Einfluss auf ihn hatten.
1951 erhielt er ein Abbey Major Scholarship für Italien, verbrachte dort bis 1952 an der British School in Rom und bereiste das Land. In den nächsten Jahrzehnten bereiste er viele Länder, wie Hongkong, Äthiopien oder auch das Tote Meer. Ab 1955 unterrichtete er selbst am Camberwell College.
1958 wurde er zum Mitglied der London Group gewählt, die sich teils als künstlerische Gegenposition zur Royal Academy of Arts versteht. Weitere Mitgliedschaften bestanden in der Royal West of England Academy (RWA) in Bristol bis 2004 und der Royal Watercolour Society. Für zwei Jahre leitete er ab 1969 den Bereich Malerei am St. Lawrence College im kanadischen Kingston, Ontario, als Head of Painting. Die Aufnahme in die Royal Academy of Arts (RAA) als Anwärter erfolgte 1976, zum Vollmitglied wurde er 1986. Ab 1988 unterrichtete er Kunst an den Royal Academy Schools.
Er erhielt mehrere Auftragsarbeiten (commissions), darunter schuf er dokumentarische Bilder zu Gurkha-Regimentern in Fernost, die im Imperial War Museum gezeigt wurden, für die 100-Jahr-Feier der britischen Botschaft in Addis Abeba, eine Krankenhausfoyergestaltung oder einen Aufenthalt in einem Naturschutzpark (Eden Project), deren Landschaftsbilder später in einer Gruppenausstellung im Victoria and Albert Museum präsentiert wurden.
Seine erste Einzelausstellung hatte er 1955 in der St. George’s Gallery in London. Ausstellungen im New Art Centre, London (1959), der New Grafton Gallery, London (1973), Serpentine Gallery (1976), Newcastle-upon-Tyne Polytechnic Gallery (1978), South London Gallery oder der Hayward Gallery folgten neben den Ausstellungen im Rahmen der Royal Academy of Arts. Dazu wurde er auch in der Tate Gallery 1984 in der The Hard-Won Image-Ausstellung gezeigt. Einige dieser Ausstellungen gelten als Schlüsselausstellungen. Die Galerie Browse & Darby in London nahm ihn in ihr Programm auf und zeigte ihn mehrfach in Einzel- und Gruppenausstellungen. Das artfacts.net nennt ein Ranking von 1.922 bei den britischen Künstlern, Stand 2018.
2005 erschien von Jenny Pery eine erste umfangreiche Monografie mit 100 Abbildungen. Sein Werk zeigt Einflüsse von italienischer Renaissance-Malerei laut einer Bildbeschreibung von Open Windows, Spitalfields der Tate Gallery, Post-Impressionismus und der Malerei der London Group. Seine Sujets umfassen Landschaftsbilder, Interieurs, Veduten und Stillleben.

## Preise und Auszeichnungen
- 1951: Abbey Major Scholarship, Auslandsaufenthalt in Italien
- 1971: Kingston-Whig Award, Kanada
- 1972: John Moores Competition Prize
- 1976: Aufnahme in die RAA
- 1975: Erster Preis der 2. British International Drawing Biennale, Middlesbrough
- 1986: Berufung zum ordentlichen Mitglied der RAA als Royal Academician, 1998: Senior Academician
- 1989: Charles Wollaston Award, Royal Academy Summer Exhibition

## Werke (Auswahl)
- Ladies in the Shower, Dead Sea, Öl auf Leinwand, 34,5 × 30,75 cm[1]
- Garden, Öl auf Leinwand, 90,5 × 71,5 cm[1]
- Women at the Western Wall, Jerusalem (Frauen an der Klagemauer)
- A Kitchen Range, um 1984, Öl auf Leinwand, 146 × 180,3 cm, RAA Inventarnr. 03/1197, vorgelegt zur Aufnahme in die Königliche Akademie der Künste
- The Annenberg Courtyard, 2002, Pastell auf Karton, 56 × 77 cm, RAA Inventarnr. 07/2865
- Open Windows, Spitalfields, 1976–1981, Öl auf Leinwand, 243,8 × 172,7 cm, Tate Inventarnr. T03339[2]

## Öffentliche Sammlungen
- Arts Council of Great Britain
- Contemporary Arts Society, London
- Government Art Collection[3]
- Imperial War Museum, London
- Royal Academy of Arts, London
- Royal West of England Academy, Bristol[4]
- Tate Modern, London
- Towner Art Gallery, Eastbourne